# Macdonald Hastings
Pour les articles homonymes, voir Hastings.
Macdonald Hastings, né le 6 octobre 1909 à Southwark en Londres et mort le 4 octobre 1982 à Basingstoke, Hampshire, est un journaliste, scénariste et écrivain britannique, auteur  de roman policier et d’ouvrages de littérature d’enfance et de jeunesse.

## Biographie
Fils de l’acteur et auteur dramatique Basil Macdonald Hastings, il est né dans le quartier londonien de Southwark. Il fait ses études dans un établissement catholique du Lancashire qu’il décrit dans son autobiographie Jesuit Child (1971).
Journaliste, puis correspondant de guerre pour le journal Picture Post de Londres pendant la Deuxième Guerre mondiale, il devient rédacteur au Strand Magazine à la fin du conflit, puis fonde le magazine Country Fair en 1951. Il collabore également à de nombreux périodiques britanniques, signant notamment du pseudonyme de Lemuel Gulliver, des articles critiques sur la société anglaise.  Il travaille aussi comme scripteur à la radio et à la télévision britanniques.  Il acquiert d’ailleurs une grande célébrité dans les années 1950-1960 en participant à une série de mini-documentaires pour l’émission Tonight (1957 TV series) (en).
En marge de ses activités professionnelles, il publie plusieurs romans de littérature d'enfance et de jeunesse et le cycle policier ayant pour héros Montague Cork, responsable de la compagnie d'assurances Anchor, un héros inspiré à l'auteur par Claude Wilson, le directeur de la  compagnie londonienne Cornhill. Plusieurs romans du cycle Montague Cork se déroule au grand air dans le milieu de la chasse et pêche.  Dans les années 1960, Macdonald Hastings publie d'ailleurs de nombreux ouvrages pratiques et spécialisés sur le tir et les armes à feu. 

## Œuvre

### Romans

#### SérieMontague Cork
- Cork on the Water ou Fish and Kill (1951) Publié en français sous le titre Cork au fil de l’eau, Paris, Librairie des Champs-Élysées, Le Masque no 510, 1955 ; réédition, Paris, Librairie des Champs-Élysées, Le Club des Masques no 61, 1968
- Cork in the Bottle (1953) Publié en français sous le titre Cork dans la bagarre, Paris, Librairie des Champs-Élysées, Le Masque no 546, 1956
- Cork and the Serpent (1955)
- Cork in the Doghouse (1957)
- Cork on the Telly ou Cork on Location (1966)

#### Autre roman non-policier
- A Glimpse o Arcadia: a Story of Nineteenth (1936)

#### Littérature d’enfance et de jeunesse
- Eagle Special Investigator (1953)
- Adventure Calling (1955)
- The Search of the Yellow Little Men (1956)
- Men of Glory (1958)
- More Men of Glory (1959)
- Sydney the Sparrow (1973)

### Autobiographie
- Jesuit Child (1971)

### Autres publications
- Passed as Censored (1941)
- Rolls Royce: the Story of a Name (1950)
- The Other Mr. Churchill: a Lifetime of Shooting and Murder (1953), en collaboration avec Robert Churchill
- London Observed (1964)
- How to Shoot Straight: a Manuel of Newcombers in the Field (1967) Publié en français sous le titre Pour tirer juste, Paris, Le Bélier-Prisma, coll. L’Escapade, 1969
- English Sporting Guns and Accessories (1969)
- Mary Celeste: a Centenary Record (1972)
- Wheeler’s Fish Cookery Book (1974), en collaboration avec Carole Walsh
- Diane: a Victorian (1974), essai
- After You, Robinson Crusoe: a Practical Guide for a Desert Island (1975)
- Shooting, Why We Miss: Questions and Answers on the Successful Use of the Shotgun (1976)
- Game Book: Sporting round the World (1979)
- The Shotgun (1981)

### Nouvelles

#### Nouvelles de la sérieMontague Cork
- Mr. Cork’s Secret (1953)

### Filmographie

#### Scénarios
- 1964 : Call the Gun Expert, série télévisée britannique de 6 épisodes de 30 minutes.

#### Adaptation
- 1968 : : Cork on the Water, épisode réalisé par Tony Wickert pour la série télévisée britannique Detective (saison 2, épisode 11), avec Colin Douglas (en) dans le rôle de Montague Cork.

## Sources
- Jacques Baudou et Jean-Jacques Schleret, Le Vrai Visage du Masque, vol. 1, Paris, Futuropolis, 1984, 476 p. (OCLC 311506692), p. 238.
- Claude Mesplède (dir.), Dictionnaire des littératures policières, vol. 1 : A - I, Nantes, Joseph K, coll. « Temps noir », 2007, 1054 p. (ISBN 978-2-910686-44-4, OCLC 315873251), p. 943.
- (en) John M. Reilly (Ed.), Twentieth-century crime and mystery writers, New York, St. Martin's Press, coll. « Twentieth-century writers of the English language », 1982 (réimpr. 1991), 2e éd., 1568 p. (ISBN 978-0-312-82417-4, OCLC 6688156), p. 431-432.